# Piper coariense
Piper coariense är en pepparväxtart som beskrevs av Truman George Yuncker. Piper coariense ingår i släktet Piper och familjen pepparväxter. Inga underarter finns listade i Catalogue of Life.